# Nicolas Ivanoff

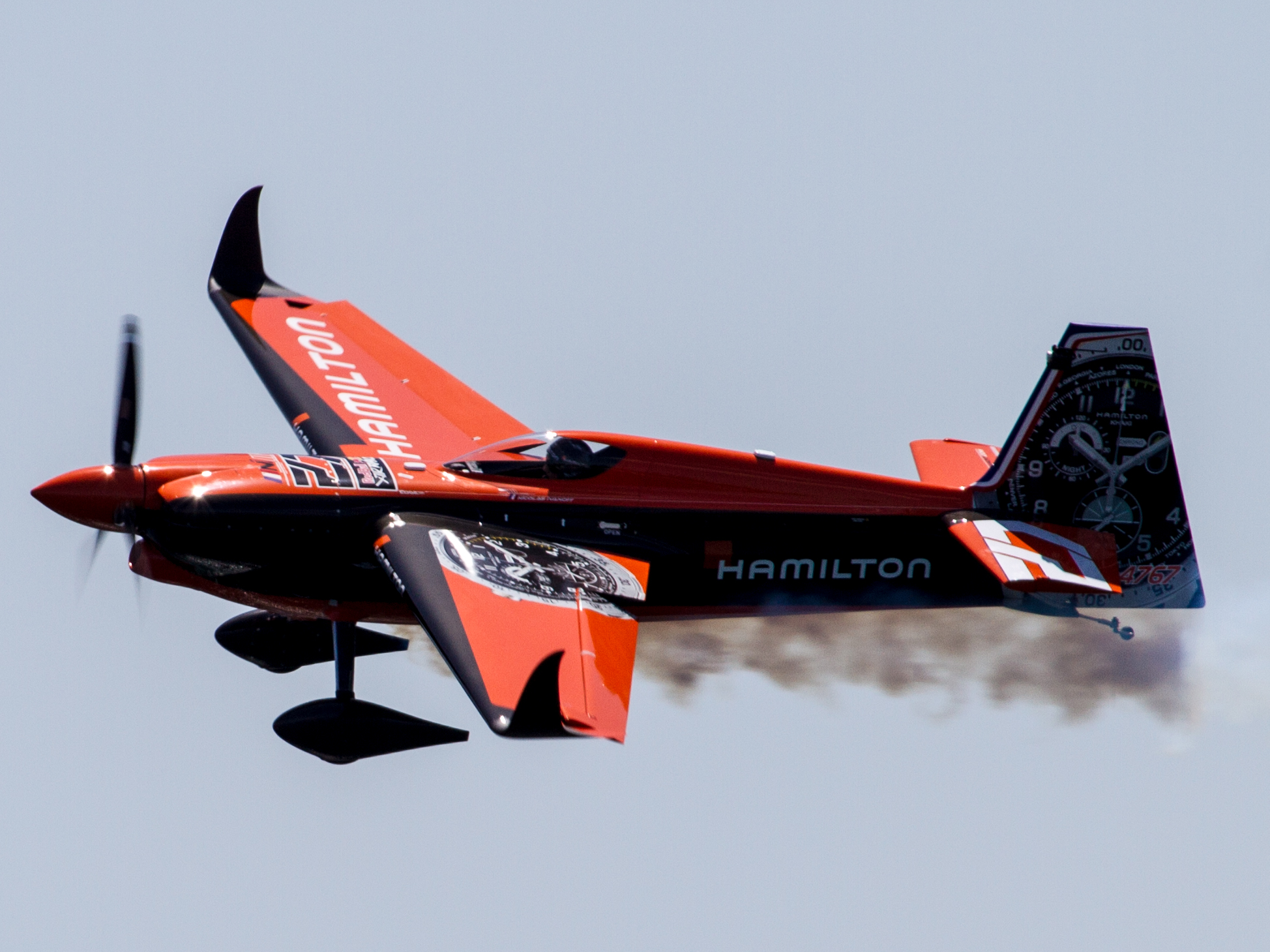
2017 Red Bull Air Race of Chiba - N4767

Nicolas Ivanoff (Ajaccio, Corsica, 4 juli 1967) is een Frans piloot en vlieginstructeur die vanaf 2004 deelneemt aan de Red Bull Air Race World Series met startnummer 7. De bijnaam van Ivanoff is "De Snelle Corsicaan". Zijn hoogtepunt van 2010 is de aanwezigheid van de Headstart Aerospace Course op de universiteit van Liverpool om gastpiloot te zijn van acht gemodificeerde Grob G115E "Leermeesters". Hij geeft vele donaties aan goede doelen en luchtvaartorganisaties.
In de Red Bull Air Race wordt Ivanoff gesponsord door Hamilton Watch Company.